# Pierre François Balthazar de Sainte-Aldegonde

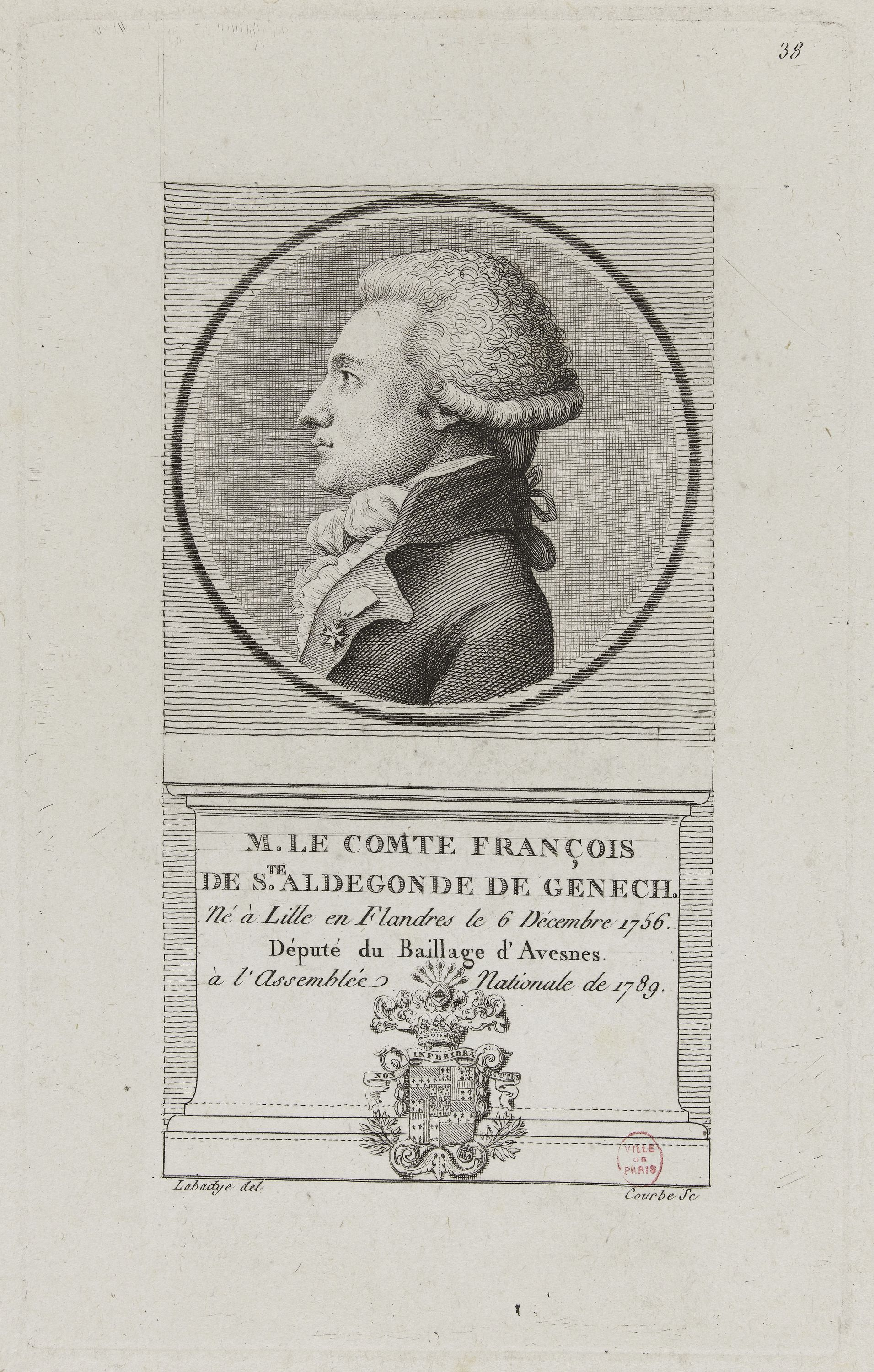
M. le Comte François de Ste Aldegonde

Pierre François Balthazar de Sainte Aldegonde, né le 6 décembre 1758 à Lille et mort le 31 décembre 1838 à Lille, est un officier et un parlementaire français, député aux Etats-Généraux de 1789.

## Biographie
François de Sainte Aldegonde est le fils de François Balthazar Joseph de Sainte Aldegonde, comte de Genech, baron de Rosimbos, maréchal des camps et armées du Roi, et de son épouse, Marie Albertine Bady de Pont.
Il est le frère de Alexandre Louis Joseph de Sainte Aldegonde, Pair de France de 1827 à 1830, et celui de Charles Séraphin Joseph de Sainte Aldegonde, député de l'Aisne de 1815 à 1819.
Il entre dans l'armée en 1771 comme sous-lieutenant au régiment du Roi-infanterie. En 1778, il est promu capitaine au régiment mestre de camp général dragons, en 1780 sous-lieutenant de gendarmerie avec le rang de lieutenant-colonel, en 1784 lieutenant au même corps avec le rang de colonel.
En 1788, il devient colonel attaché au régiment Royal-Champagne.
Le 17 avril 1789, il est élu député aux Etats-généraux par la noblesse du Bailliage d'Avesnes sur Helpe, en Hainaut. Son mandat lui prescrit le vote par ordre. 
Il se prononce pour l'institution de la religion catholique comme religion d'Etat et contre l'abolition de la Noblesse. Il démissionne le 16 août 1791 et n'est pas remplacé. Il émigre alors et devient aide de camp de Monsieur, comte de Provence.
En 1793, il participe au siège de Maastricht et commande en second une compagnie de gentilshommes. En 1797, il est fait maréchal de camp et en 1815 lieutenant-général.

### Distinctions
- Commandeur de l'Ordre royal et militaire de Saint-Louis (1826)
- chevalier de la Légion d'honneur (1832)[1]

### Mariage et descendance
il épouse à Paris, paroisse Saint-Sulpice, le 4 janvier 1785 Zoé Anne Louise Joséphine du Bouchet de Sourches de Tourzel, émigrée avec lui (Paris, 24 juin 1767 - Nimègue, 3 août 1794), fille de Louis François du Bouchet, marquis de Tourzel, comte de Sourches, et de Louise Elisabeth de Croÿ d'Havré, gouvernante des enfants de Louis XVI en 1789-1792, duchesse de Tourzel (1816). Dont :
- Charles Camille Joseph Balthazar de Sainte-Aldegonde, officier au service du tsar de Russie en 1812-1813, aide de camp du roi Louis-Philippe, maréchal de camp (1841), chevalier de Saint-Louis, grand officier de la Légion d'honneur (Paris, 6 juin 1787 - Paris, 23 novembre 1853), marié en 1817 avec Adélaïde Bourlon de Chavanges, veuve sans enfant de Pierre Augereau, duc de Castiglione, maréchal d'Empire. Dont uniquement Valentine de Sainte-Aldegonde (1820-1891), duchesse de Dino ;
- Virginie Antoinette Joséphine Pauline de Sainte-Aldegonde (Paris, 30 août 1789 - château de Meillant, 26 décembre 1878), mariée en 1810 avec Casimir Louis Victurnien de Rochechouart, 10e duc de Mortemart (1787-1875), dont postérité[2].